# Щёлоков, Георгий Тимофеевич
Георгий Тимофеевич Щёлоков (23 января 1912, Орский уезд, Оренбургская губерния — 5 апреля 1966, Нижний Тагил, Свердловская область) — Герой Социалистического Труда (1958), директор совхоза «Пионер» Талицкого района Свердловской области.

## Биография
Родился в 1912 году в Оренбургской губернии (ныне Свердловская область).
В 1954—1961 годах был директором свиноводческого совхоза «Пионер», который в 1959 году был преобразован в государственный пламенной завод «Пионер».
Георгий Тимофеевич проживал в посёлке Пионерский Талицого района, после выхода на пенсию переехал в Нижний Тагил.
Скончался 5 апреля 1966 года.

## Награды
За свои достижения был награждён:
- 08.03.1958 — звание Герой Социалистического Труда с золотой медалью Серп и Молот и орден Ленина «за выдающиеся успехи, достигнутые в увеличении производства молока и мяса и сдачи государству сельскохозяйственных продуктов».